# Albert Popwell
Albert Popwell (15 de julio de 1926 – 9 de abril de 1999) fue un actor afroamericano de teatro, televisión y cine con una carrera de seis décadas
Nacido en Nueva York, Popwell empezó como bailarín profesional antes de antes de comenzar su carrera de actor. Popwell hizo su debut profesional en Broadway a la edad 16 con El Pirata.

## Carrera
Popwell apareció en muchas series de televisión, pero quizás es más conocido por sus apariciones en películas junto a Clint Eastwood, con quien apareció en cinco películas, comenzando con Coogan Risco (1968) y en las primeras cuatro de las cinco películas  de la serie Harry Sucio, interpretando un papel diferente en cada película. Popwell Popwell fue un ladrón de bancos herido receptor del icónico "¿Te sientes afortunado?" monólogo en Harry el sucio (1971). Fue un proxeneta asesino en Harry el fuerte (1973), apareció como militante Big Ed Mustapha en Harry, el ejecutor (1976) y como el colega detective de Harry Horace King en Impacto súbito (1983). Popwell le ofrecieron un papel en la última película de la serie, La lista negra (1988), pero no pudo aparecer debido a un conflicto de agenda.
El penúltimo papel de Popwell fue frente a Sharon Stone en la película de Scissors (1991). Murió ocho años después, a los 72 años, por complicaciones después de una cirugía a corazón abierto.

## Filmografía seleccionada
| - Journey to Shiloh (1968) - Samuel - Coogan's Bluff (1968) - Wonderful Digby - The Peace Killers (1971) - Blackjack - Search (1972) - Griffin - Glass Houses (1972) - Albert - Fuzz (1972) - Lewis - Cleopatra Jones (1973) - Matthew Johnson - Charley Varrick (1973) - Percy Randolph - Magnum Force (1973) - Pimp, J.J. Wilson - The Single Girls (1974) - Morris - Lost in the Stars (1974) - Emergency! (1975, Episodio: "905-Wild", piloto fallido para spin-off) - Ofcr. II Les Taylor - Cleopatra Jones and the Casino of Gold (1975) - Matthew Johnson - The Streets of San Francisco (1975, Episodio: "Poisoned Snow") - Nappy | - Sanford and Son (1976, Episodio: "Sanford and Gong") - Doctor Davis - The Enforcer (1976) - Big Ed Mustapha - The Buddy Holly Story (1978) - Eddie - Mujer Maravilla (1978, Episodio: "The Deadly Dolphin") - Gaffer - Butterflies in Heat (1979) - Ned - Buck Rogers en el siglo XXV (1979, Episodio: "Cosmic Whiz Kid") - Koren - The A-Team (1983, Episodio: "The Out-Of Towners") - Digger - Sudden Impact (1983) - Horace King - Magnum, P.I. (1986, Episodio: "Missing Melody") - David Crawford - ¿Quién es esa chica? (1987) - Parole Chairman - The Siege of Firebase Gloria (1989) - Jones - Scissors (1991) - Policía (no acreditado) - A Last Goodbye (1995) - O.C. Lee (último papel) |